# Широкое (Солонянский район)
Широ́кое (укр. Широке) — село,
Широчанский сельский совет,
Солонянский район,
Днепропетровская область,
Украина.
Код КОАТУУ — 1225088401. Население по переписи 2001 года составляло 789 человек .
Является административным центром Широчанского сельского совета, в который, кроме того, входят сёла
Вишнёвое,
Тритузное и
Шестиполье.

## Географическое положение
Село Широкое находится на берегу реки Сухая Сура,
на расстоянии в 1 км расположены сёла Сергеевка и Морозовка (Запорожский район).
На реке сделано несколько запруд.

## История
- Село Широкое основано во второй половине XVII века вследствие переселения лоцманов, которые жили над Днепром в районе порогов из сёл Кодаки, Звонецкое, Вовниги. Первоначально село называлось Широкая Лоцманка.

## Экономика
- ООО «Виктория».

## Объекты социальной сферы
- Школа.
- Детский сад.
- Фельдшерско-акушерский пункт.
- Клуб.
- Библиотека